# Winifred Holtby
Winifred Holtby (Rudston, 23 de junio de 1898 – Londres, 29 de septiembre de 1935) fue una periodista y novelista inglesa, conocida sobre todo por su novela South Riding, que se publicó póstumamente en 1936.

## Biografía

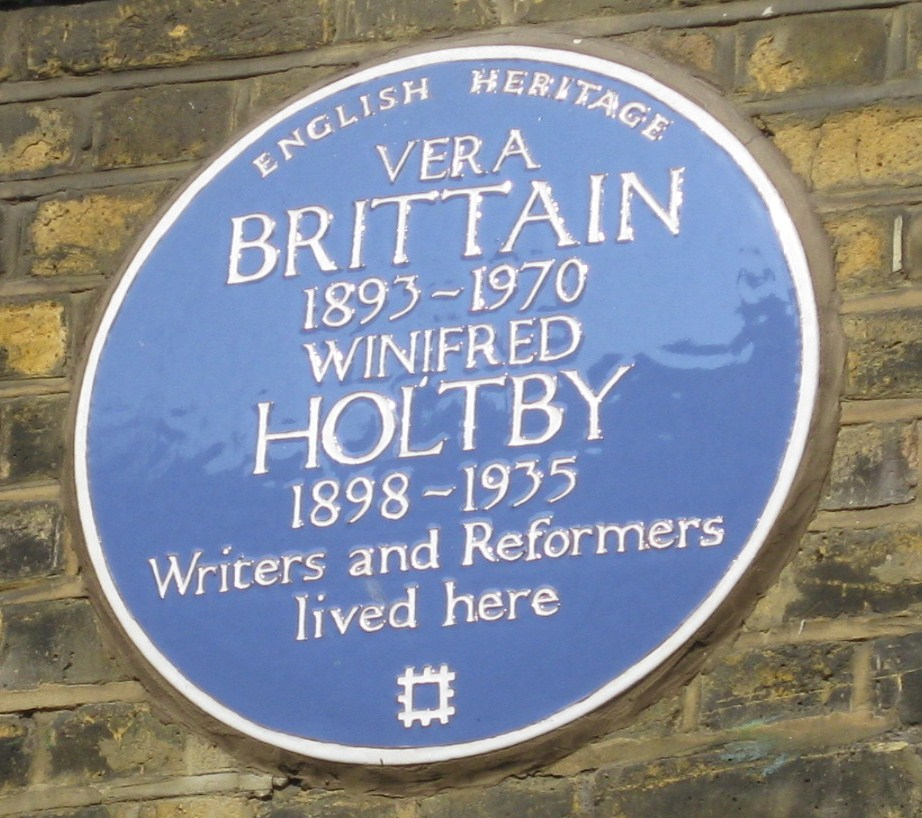
Placa en el número 52 de Doughty Street, Londres

Holtby nació en el seno de una próspera familia de granjeros en el pueblo de Rudston, Yorkshire. Su padre se llamaba David Holtby y su madre, Alice, más adelante fue la primera alderwoman es el Consejo del condado de East Riding. Holtby fue educada en casa con una institutriz y en la Queen Margaret's School de Scarborough. Aunque pasó el examen de entrada para el Somerville College, Oxford, en 1917, prefirió unirse al Women's Army Auxiliary Corps (WAAC) a principios del año 1918 pero poco después de llegar a Francia, llegó a su fin la Primera Guerra Mundial y regresó a casa.
En 1919, volvió a estudiar en la Universidad de Oxford donde conoció a Vera Brittain, una compañera estudiante y más tarde la autora de Testament of Youth, de quien fue amiga durante el resto de su vida. Otros contemporáneos literarios en el Somerville College incluyeron Hilda Reid, Margaret Kennedy y Sylvia Thompson. Después de graduarse en Oxford, en 1921, Winifred y Vera se trasladaron a Londres, confiando en establecerse como escritoras (la placa azul en el número 52 de Doughty Street lo menciona).
Las primeras novelas de Holtby – Anderby Wold (1923), The Crowded Street (1924) (reeditada por Persephone Books en 2008, después de retransmitirse el año anterior como una dramatización en diez partes por Diana Griffiths en BBC Radio 4) y The Land of Green Ginger (1927) – tuvieron un éxito moderado.
La fama de Holtby derivó principalmente de su trabajo como periodista: fue prolífica y a lo largo de la siguiente década y media escribió para más de 20 periódicos y revistas, incluyendo el periódico feminista Time and Tide (también trabajó en el consejo de directores) y el periódico Manchester Guardian. Escribió una columna semanal para la revista sindical The Schoolmistress. Sus libros en esta época incluyeron dos novelas, Poor Caroline (1931), Mandoa! Mandoa! (1933), un estudio crítico de Virginia Woolf (1932) y un volumen de cuentos, Truth is Not Sober (1934).
Holtby fue, junto con Brittain, una ardiente feminista, socialista y pacifista. Dio discursos para la League of Nations Union y fue miembro del grupo feminista Six Point Group. Fue activa en el Partido Laborista Independiente e hizo una intensa campaña por la sindicación de los trabajadores negros en Sudáfrica, durante lo cual tuvo considerable contacto con Leonard Woolf.
Después de que Brittain se casara en 1925 con George Catlin, Holtby compartió la casa de su amiga en Nevern Place y luego en el 19 de Glebe Place, Chelsea; Catlin se resintió de este arreglo y de la estrecha amistad de su esposa con Holtby, quien a pesar de todo se convirtió en tía adoptiva de los dos hijos de Brittain, John y Shirley (baronesa Shirley Williams).
Holtby comenzó a padecer tensión alta, dolores de cabeza recurrentes y desfallecimiento, y en 1931 le diagnosticaron la enfermedad de Bright. Su médico le dio solo dos años de vida. Consciente de su próxima muerte, Holtby puso la energía que le quedaba en lo que sería su libro más importante, South Riding. Winifred Holtby murió el 29 de septiembre de 1935, a los 37 años de edad. Nunca se casó, aunque tuvo una relación poco satisfactoria con un hombre llamado Harry Pearson, quien le propuso matrimonio en su lecho de muerte.

## Obras
Además de su trabajo como periodista, Holtby escribió 14 libros, incluidas seis novelas; dos volúmenes de cuentos; el primer estudio crítico de Virginia Woolf (1932) y Women and a Changing Civilization ("Mujeres y una civilización cambiante", 1934), una encuesta feminista con opiniones que aún hoy son relevantes. Escribió también poesía, incluidos poemas sobre el hermano muerto de Vera Brittain, Edward.
Holtby es recordada sobre todo por su novela South Riding, editada por Vera Brittain y publicada póstumamente en marzo de 1936, que recibió grandes alabanzas por parte de la crítica. El libro ganó el James Tait Black Memorial Prize del año 1936 y nunca ha dejado de publicarse. En 1938, fue convertida en película dirigida por Victor Saville, en 1974 fue adaptada por Stan Barstow para Yorkshire Television y en 2011, BBC One produjo una dramatización en tres partes por Andrew Davies. Ha habido también varias adaptaciones a la radio, la más reciente para BBC Radio 4 en 2005.
Vera Brittain escribió sobre su amistad con Holtby en su libro Testament of Friendship (1940) y en 1960, publicó una edición censurada de su correspondencia. Sus cartas, junto con muchos de los demás papeles de Holtby, fueron donados en 1960 a la Biblioteca central de Hull en Yorkshire y actualmente se conservan en el Centro de Historia de Hull. Otros papeles están en la biblioteca Bridlington en Yorkshire, en la biblioteca de la Universidad McMaster en Canadá y en la Universidad de Ciudad del Cabo en Sudáfrica. Una biografía escrita por Marion Shaw de Holtby, titulada The Clear Stream, se publicó en 1999 y bebe de una amplia variedad de fuentes.
Holtby fue enterrada en el cementerio de Todos los Santos en Rudston, East Yorkshire, justo a unas yardas de la casa en la que nació. En el epitafio se contienen sus palabras "God give me work till my life shall end and life till my work is done" «Que Dios me dé trabajo hasta que acabe mi vida, y vida hasta terminar mi trabajo».
Todas sus novelas, junto con una colección de cuentos y de algunos de sus trabajos periodísticos fueron reeditadas por Virago en la serie Virago Modern Classics en los años ochenta.
Robert Barnard menciona South Riding como un ejemplo de un género de los años treinta en el que los escritores intentaban lúcidamente acercarse a los lectores, "a veces mediante la recreación en términos modernos de la novela victoriana del tipo baggy monster, atiborrada de personajes y argumentos deshilvanados y disparatados". Junto a South Riding cita Angel Pavement de J. B. Priestley.

## Premio memorial Winifred Holtby
En 1967, la Royal Society of Literature instituyó el premio memorial Winifred Holtby para la mejor novela regional del año. En 2003 fue incorporado al premio Ondaatje.

## En España
- Remember, remember - Colección de cuentos, Ediciones y Publicaciones El Nadir Tres SL, 2009. Trad.: M. Goretti Zaragoza Ninet. ISBN 978-84-936744-6-5

## Para saber más
- Paul Berry y Mark Bostridge, Vera Brittain: A Life, Chatto & Windus 1995; Virago, 2001.
- Vera Brittain, Testament of Friendship, Macmillan, 1940, y Virago Modern Classics, 2012.
- Marion Shaw, The Clear Stream, Virago, 1999.